# Hostens
Hostens è un comune francese di 1 300 abitanti situato nel dipartimento della Gironda, nella regione della Nuova Aquitania.

## Società

### Evoluzione demografica
Abitanti censiti